# Bosnië en Herzegovina op de Olympische Winterspelen
Bosnië en Herzegovina maakte in 1994 haar debuut op de Olympische Winterspelen. In de Noorse stad Lillehammer kwam het land met zes deelnemers in drie verschillende sporttakken aan de start.
Op deze pagina staat een overzicht van de belangrijkste prestaties van de Bosnische sporters op de Olympische Winterspelen. Tot op heden slaagde nog geen enkele Bosniër erin om op de Olympische Winterspelen een medaille te behalen. Bosnië en Herzegovina was inclusief de Spelen in 2006 4 keer aanwezig. Meer informatie is te vinden op de speciale pagina's: Bosnië en Herzegovina op de Olympische Winterspelen 1994, 1998, 2002 en 2006.
In totaal hebben 18 Bosnische sporters meegedaan aan de Olympische Spelen. Dit deden zij in vijf verschillende takken van wintersport. 3 rodelaars, 6 bobsleeërs, 5 alpineskiërs, 2 biatleten en 2 langlaufers hebben getracht om voor hun land een medaille te bemachtigen.
Tot nu toe was de 21e plaats op het onderdeel afdaling voor mannen van Enis Becirbegovic de beste prestatie.

## Top 3 prestaties per sport

### Alpineskiën
| prestatie | naam              | jaar |
| --------- | ----------------- | ---- |
| 22e       | Enis Becirbegovic | 1998 |

| prestatie | naam             | jaar |
| --------- | ---------------- | ---- |
| 37e       | Marco Schafferer | 2006 |
| 44e       | Tahir Bisic      | 2002 |

| prestatie | naam              | jaar |
| --------- | ----------------- | ---- |
| 21e       | Enis Becirbegovic | 1998 |

| prestatie | naam             | jaar |
| --------- | ---------------- | ---- |
| 30e       | Marco Schafferer | 2006 |

| prestatie | naam         | jaar |
| --------- | ------------ | ---- |
| 27e       | Ariana Boras | 1994 |
| 31e       | Mojca Rataj  | 2006 |

| prestatie | naam         | jaar |
| --------- | ------------ | ---- |
| 39e       | Ariana Boras | 1998 |

### Biatlon
| prestatie | naam       | jaar |
| --------- | ---------- | ---- |
| 86e       | Miro Cosic | 2006 |

| prestatie | naam       | jaar |
| --------- | ---------- | ---- |
| 76e       | Miro Cosic | 2006 |

| prestatie | naam                  | jaar |
| --------- | --------------------- | ---- |
| 78e       | Aleksandra Vasiljevic | 2006 |

| prestatie | naam                  | jaar |
| --------- | --------------------- | ---- |
| 75e       | Aleksandra Vasiljevic | 2006 |

### Bobsleeën
| prestatie | naam                             | jaar |
| --------- | -------------------------------- | ---- |
| 31e       | Zoran Sokolovic Ognjen Sokolovic | 1998 |
| 33e       | Zoran Sokolovic Zdravko Stojnic  | 1994 |

| prestatie | naam                                                           | jaar |
| --------- | -------------------------------------------------------------- | ---- |
| 25e       | Zoran Sokolovic Nihad Mameledzija Edin Krupalija Mario Franjic | 1998 |

### Langlaufen
| prestatie | naam           | jaar |
| --------- | -------------- | ---- |
| 90e       | Bojan Samrdija | 2006 |

| prestatie | naam              | jaar |
| --------- | ----------------- | ---- |
| 70e       | Vedrana Vucicevic | 2006 |

### Rodelen
| prestatie | naam             | jaar |
| --------- | ---------------- | ---- |
| 23e       | Ismar Biogradlic | 1998 |
| 31e       | Nedzad Lomigora  | 1994 |

| prestatie | naam              | jaar |
| --------- | ----------------- | ---- |
| 23e       | Verona Marjanovic | 1994 |

## Medailles
Bosnië en Herzegovina heeft nog nooit een medaille tijdens de Winterspelen behaald.
| Bosnië en Herzegovina op de Olympische Winterspelen | Bosnië en Herzegovina op de Olympische Winterspelen | Bosnië en Herzegovina op de Olympische Winterspelen | Bosnië en Herzegovina op de Olympische Winterspelen | Bosnië en Herzegovina op de Olympische Winterspelen |
| --------------------------------------------------- | --------------------------------------------------- | --------------------------------------------------- | --------------------------------------------------- | --------------------------------------------------- |
| Jaar                                                | Goud ·                                              | Zilver ·                                            | Brons ·                                             | Totaal                                              |
| 1924                                                | -                                                   | -                                                   | -                                                   | -                                                   |
| 1928                                                | -                                                   | -                                                   | -                                                   | -                                                   |
| 1932                                                | -                                                   | -                                                   | -                                                   | -                                                   |
| 1936                                                | -                                                   | -                                                   | -                                                   | -                                                   |
| 1948                                                | -                                                   | -                                                   | -                                                   | -                                                   |
| 1952                                                | -                                                   | -                                                   | -                                                   | -                                                   |
| 1956                                                | -                                                   | -                                                   | -                                                   | -                                                   |
| 1960                                                | -                                                   | -                                                   | -                                                   | -                                                   |
| 1964                                                | -                                                   | -                                                   | -                                                   | -                                                   |
| 1968                                                | -                                                   | -                                                   | -                                                   | -                                                   |
| 1972                                                | -                                                   | -                                                   | -                                                   | -                                                   |
| 1976                                                | -                                                   | -                                                   | -                                                   | -                                                   |
| 1980                                                | -                                                   | -                                                   | -                                                   | -                                                   |
| 1984                                                | -                                                   | -                                                   | -                                                   | -                                                   |
| 1988                                                | -                                                   | -                                                   | -                                                   | -                                                   |
| 1992                                                | -                                                   | -                                                   | -                                                   | -                                                   |
| 1994                                                | 0                                                   | 0                                                   | 0                                                   | 0                                                   |
| 1998                                                | 0                                                   | 0                                                   | 0                                                   | 0                                                   |
| 2002                                                | 0                                                   | 0                                                   | 0                                                   | 0                                                   |
| 2006                                                | 0                                                   | 0                                                   | 0                                                   | 0                                                   |
| 2010                                                | 0                                                   | 0                                                   | 0                                                   | 0                                                   |
| 2014                                                | 0                                                   | 0                                                   | 0                                                   | 0                                                   |
| 2018                                                | -                                                   | -                                                   | -                                                   | -                                                   |
| 2022                                                | -                                                   | -                                                   | -                                                   | -                                                   |
| Totaal                                              | 0                                                   | 0                                                   | 0                                                   | 0                                                   |